# Menaldumadeel
Menaldumadeel (frizonă Menameradiel) este o comună în provincia Frizia, Țările de Jos. 

## Localități componente
Beetgum (754), Beetgumermolen (944), Berlikum (2.492), Blessum (92), Boksum (449), Deinum (1.071), Dronrijp (3.427), Engelum (415), Kleaster-Anjum (50), Marssum (1.156), Menaldum (2.612), Schingen (108), Slappeterp (80), Wier (207).